# Эдельман, Алекс
Алекс Эдельман (англ. Alex Edelman; род. 1989) — американский стэндап-комик из Нью-Йорка. Его шоу «Millennial» выиграло награду «Эдинбургская Комедия» за лучший дебют в 2014 году на Эдинбургском фестивале Фриндж (англ. Edinburgh Festival Fringe), где он стал первым американцем со времён победы Эржа Баркера (англ. Arj Barker) в 1997 году.

## Становление
Эдельман вырос в ортодоксальной еврейской семье в Бостоне, проведя год в Ешиве в Иерусалиме, прежде чем вернуться в США, чтобы изучать английский язык в Нью-Йоркском университете. Он выступает в стиле стендап с 15-летнего возраста. Впервые он выступил в Великобритании в 2012 году и в Австралии в 2015 году.

## Творчество
Шоу Эдельмана в 2015 году в Эдинбурге «Edinburgh Fringe show» прошло под названием «Всё случившееся с тобой» («Everything Handed to You») и заняло второе место на этом фестивале.

Он появлялся в Великобритании на телевизионных шоу, таких как:
- «Джон Бишоп шоу» и
- «Алан Дейвис: пока ещё без названия»,

в которых он выделил несколько анекдотов о своем опыте, как комика — вошедших в книгу 2015 года «С микрофоном» («англ. Off the Mic»), авторы: Дебора Фрэнсис-Вайт (англ. Deborah Frances-White) и Марша Шандур (англ. Marsha Shandur).

В 2016 году Эдельман выступил в качестве автора сценария 8 серии 1 сезона телесериала  «В четырёх стенах». (Эта серия — про то, как главный герой переубеждает отдел HR своего журнала в части запрета на служебные романы. Серия характерна тем, что «выплёскивается» из рамок установки на жёстко ограниченный список действующих лиц, — добавив в него сотрудников HR.)